# Euphorbia spinosa
Euphorbia spinosa — вид рослин із родини молочайних (Euphorbiaceae), зростає у Лівії й на півдні Європи.

## Опис
Це сірувато-зелена гола рослина 20–25 см заввишки. Гілочки короткі, тонкі, шипоподібні. Листки розкидані, дрібні, сидячі, ланцетні або ланцетно-лінійні, тупі, цілі, ≈ 1 см. Променів зонтика 3–5. Період цвітіння: літо. Коробочка ≈ 3 мм, куляста, гола, з неглибокими борозенками, укрита виступаючими циліндричними горбками, з яйцеподібним, бурим, гладким, насінням.

## Поширення
Зростає у Лівії й на півдні Європи: Албанія, пд. Франція (у т. ч. Корсика), Італія (у т. ч. Сардинія, Сицилія), Іспанія, Туреччина в Європі, колишня Югославія. Населяє сухі, скелясті схили.

## Галерея

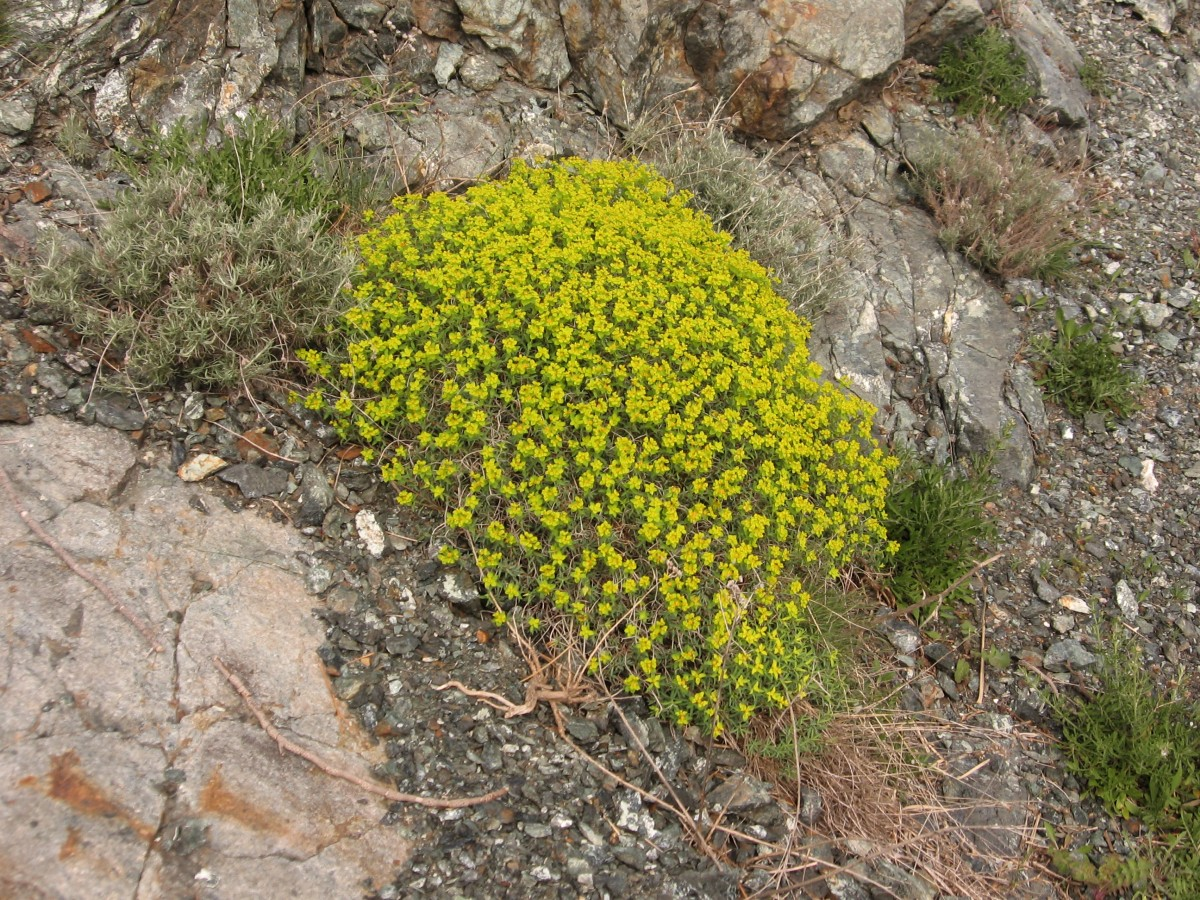
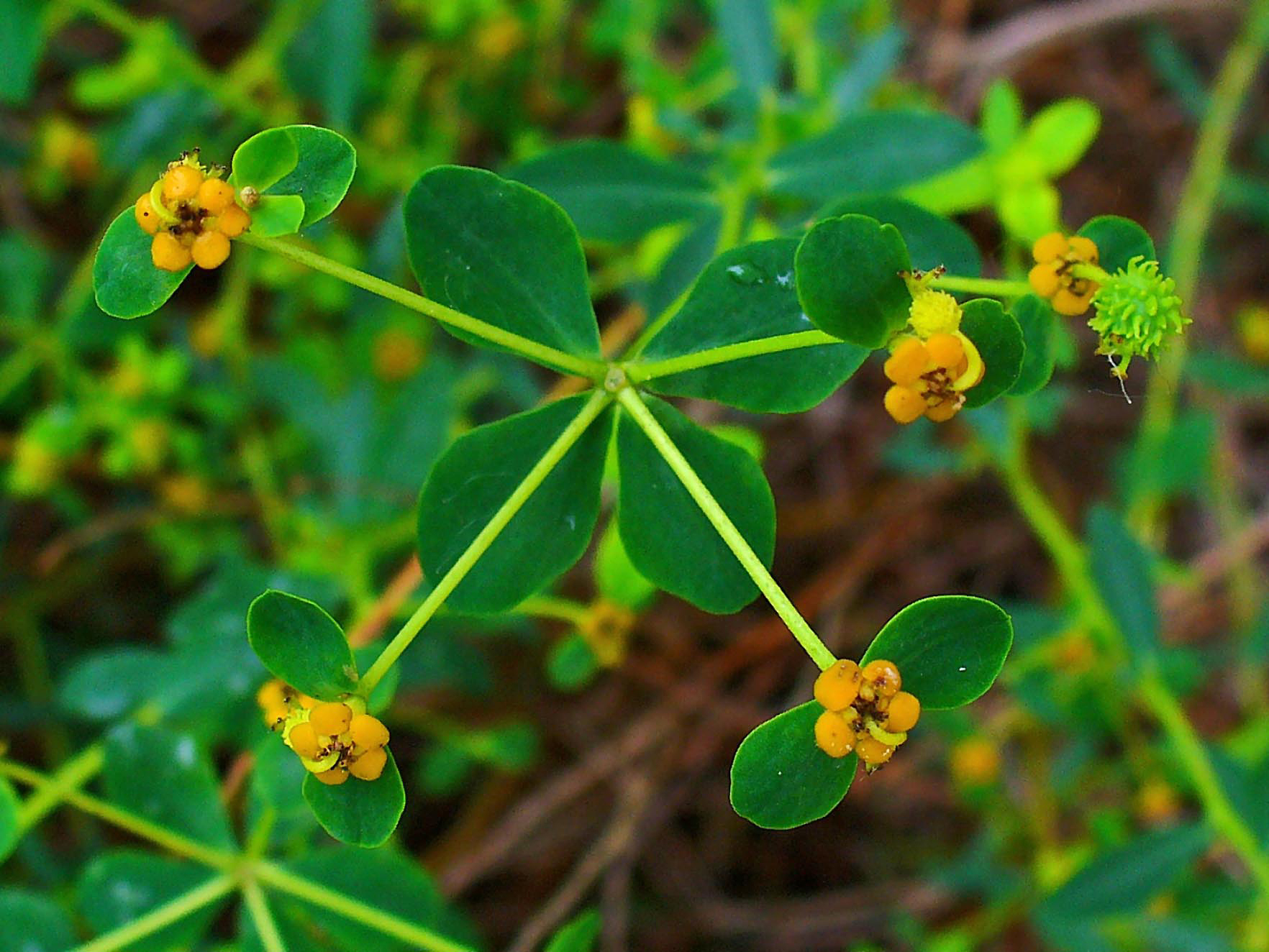